# Ruthard (Graf)
Ruthard († vor 31. August 790) war ein fränkischer Adliger, der im Anschluss an Josef Fleckenstein allgemein zu den Stammvätern der Welfen gezählt wird.
Er war nach der Zerschlagung des alemannischen Herzogtums durch die Karolinger und durch das Blutgericht zu Cannstatt (746) neben Warin einer derjenigen Franken, die in Alemannien die fränkische Herrschaft als administratores Alamanniae durchsetzten, die fränkische Grafschaftsverfassung und das Fiskalgut organisierten. Er war dabei vor allem nördlich des Bodensees aktiv, während Warin eher südlich des Sees arbeitete.
748/749 gründete er das Kloster Arnulfsau am Rhein zwischen Drusenheim und Stollhofen, das 826 nach Schwarzach (beide in der heutigen Gemeinde Rheinmünster) verlegt wurde.
Im Jahr 752 ist er neben Fulrad, Abt von Saint-Denis, im königlichen Dienst bezeugt. Im Winter 753/754 ist er – erneut mit Fulrad – der Begleiter des hilfesuchenden Papstes Stephan II. auf dem Weg zu Pippin dem Jüngeren.
759 waren es Ruthard und Warin, die den Klostergründer Otmar von St. Gallen verfolgen, gefangen nehmen, anklagen und aburteilen ließen. Auslöser dieser Aktion waren Spannungen zwischen dem Kloster und dem Bischof von Konstanz, der St. Gallen seinem Bistum unterstellen wollte. Ruthard und Warin erhielten für ihre Unterstützung Güter aus dem Besitz St. Gallens geschenkt, die zumindest Ruthard nur zum Teil in den Fiskus eingliederte.
Eine Urkunde Karls des Großen vom 31. August 790 hält fest, "dass in der Zeit unseres Vaters seligen Angedenkens, des verstorbenen Königs Pippin, und unseres Onkels Karlmann [also zwischen 742 und 768] einige Dinge im Dukat von Alemannien dem Fiskus einverleibt wurden, die dann verschiedene Leute gleichsam zu eigenem Recht, tatsächlich aber unrechtmäßig besaßen und die diese darauf durch Verkäufe, Schenkungen oder auch irgendeine andere Weise verstreuten"; der zu diesem Zeitpunkt verstorbene Ruthard wird genannt sowie die Abtei Saint-Denis, und damit erneut Abt Fulrad, der so Besitz aus dem königlichen Fiskus erhielt. Karl der Große rügte dieses Vorgehen, beließ die Güter dann aber im Besitz des Klosters.
Bereits im Dezember 911 besuchte der erst einen Monat zuvor gewählte König Konrad I. das Kloster St. Gallen und sagte eine jährliche Gabe an das Grab Otmars zu, weil er der "Sohn jener Henker" (gemeint sind Ruthard und Warin) und damit zur Sühne verpflichtet sei. In diesem Zusammenhang werden ein Rudolf und dessen Sohn Graf Welfhard erwähnt, die ebenfalls Otmar eine jährliche Abgabe gestiftet hätten. Mit Hilfe dieser Information sowie der Vererbung der St. Gallen weggenommenen Güter hat Josef Fleckenstein hergeleitet, dass Ruthard zum einen ein Vorfahre Konrads war und zum anderen zur Familie der Welfen gehörte.
Der Tod Pippins 768 und der Regierungsantritt Karls des Großen scheinen dann aber das Ende von Ruthards Laufbahn einzuleiten: 769 tritt er noch einmal als Graf im Argengau auf danach wird er in keiner königlichen Urkunde mehr erwähnt, obwohl er im Jahr 777 wahrscheinlich noch lebte.
771 schenkt Ruthard in seinem Testament seinen Besitz in Mandres in pago Scarponinse (Scarponnois, in der Literatur auch „Charpeigne“ genannt) der Abtei Gorze. Aus der zugehörigen Urkunde ergibt sich, dass sein Vater Hardrad hieß („filius Hadradi quondam“), dass er in erster Ehe mit Haildis (ihr Seelenheil war der Anlass der Schenkung), in zweiter und noch aktueller Ehe mit Ermena verheiratet war.
Weitere Klöster wie Gengenbach und Schuttern verweisen zu ihrer Gründung ebenfalls auf Ruthard, wobei der heilige Pirmin laut Josef Fleckenstein im Auftrag Ruthards handelte. Im Fall Gengenbach, das bereits um 727 gegründet wurde, wurde daraufhin vorgeschlagen, in Ruthard zwei Personen gleichen Namens, einen älteren und einen jüngeren zu sehen: Ruthard der Ältere († 756 nach einem Gengenbacher Nekrolog) sei dabei der Gründer von Gengenbach, sein Sohn Ruthard der Jüngere der Gründer von Arnulfsau, aber auch derjenige, der ein Kloster (z. B. Gengenbach oder Schwarzach) im Jahr 761 durch Mönche aus Gorze erneuern ließ. Dieser Vorschlag ist in der Forschung umstritten, wobei weder das Gründungsjahr des Klosters Gengenbach noch das Todesjahr 756 von Josef Fleckenstein und Michael Borgolte als real akzeptiert werden.